# Passform
Als Passform (Sitz) bezeichnet man das Maß für das Erreichen einer optisch gut gelungenen Schnittführung eines Kleidungsstückes  oder Schuhes entsprechend dem gewünschten Design. Das Kleidungsstück oder der Schuh hat eine gute oder schlechte Passform. Eine gute Passform kann bei eng anliegender Kleidung zum Tragekomfort beitragen, bei Oversizemode spielt jedoch hauptsächlich das Design eine Rolle.
Die Passform hat nichts zu tun mit den Passformklassen.
Eine optimale Passform der Kleidung ist die Aufgabe der Direktrice. Aufgrund von Reihenuntersuchungen wurden bei den Körpermaßen Mittelwerte gefunden. Nach diesen am häufigsten anzutreffenden Körpermaßen wird die Konfektionsmode produziert. Sie passt den meisten Menschen auf Anhieb, mitunter sind kleinere Änderungen in der Länge oder Weite notwendig. Diese werden von Änderungsschneidern ausgeführt, oft direkt beim Kauf im Handel. Für starke und seltene Abweichungen wird die Maßanfertigung durch einen Schneider bzw. Schuhmacher im Handwerk angeboten.

## Bekleidung
Die Schnittführung der Bekleidung ist stark von der Mode abhängig. Viele Länder haben eigene Größenklassen, bedingt durch Geschichte, Tradition und Geschmack. Durch Reihenmessungen der Körpermaße wurden Konfektionsgrößen erstellt. Diese treffen die Bedürfnisse der Mehrheit. In Deutschland wird dies durch das Hohenstein Institut durchgeführt. Die so festgestellten Mittelwerte dienen den Direktricen als Basis für die Erstellung von Grund-, Modell- und Produktionsschnitten. Was die Mode betrifft, hat jeder Hersteller seine eigene Philosophie, Tradition, Kenntnisse und Fertigkeiten, was zu einem vielseitigen Angebot führt. Es gibt keine internationalen Standards. Die historische Entwicklung war in den Ländern unterschiedlich, wobei Paris lange Zeit den Ton angegeben hat und international kopiert wurde.
Viele Bekleidungshersteller bieten Größentabellen an, um vor allem Kunden in Onlineshops die Auswahl der richtigen Größe zu erleichtern. Insbesondere in der Damenmode haben viele große Marken auf unterschiedliche Weise versucht, sich dem Problem anzunähern und eine adäquate und hilfreiche Lösung für ihre Kunden zu finden. In einer Umfrage gaben 64,2 % der Befragten an, dass eine gute Passform beim Kauf von Kleidung sehr wichtig ist. Vor allem Menschen mit Über- oder Untergröße und normabweichenden Proportionen finden oft nur schwer Kleidung, die ihnen passt. Einige Händler bieten für diesen Kundenkreis Lang-  und Petitegrößen an.
Die Passform bei Kleidung ist – im Unterschied zu Schuhen – meist auch abhängig von der Schnittführung des Kleidungsstücks. Eine Skinny Jeans setzt beispielsweise eine andere Passform voraus als eine Marlenehose. Welches Kleidungsstück am besten passt und dem Träger die angenehmste Passform und damit hohen Tragekomfort bietet, ist demnach auch stark abhängig vom Figurtyp sowie individuellen Aspekten wie Geschmack, persönlichen Vorlieben, Trends, Modebewusstsein und Stil.

### Passformklassen
Grundschnitte für Oberteile werden im Unterschied zu Schnitten für Rock und Hose mit unterschiedlichen Weitenzugaben konstruiert. Der Grundschnitt für eine Korsage erhält die geringste, der Grundschnitt für einen legeren Mantel die größte Zugabe. Die Passformklasse (Null bis Zehn) ist ein Index für die vor der Konstruktion des Grundschnitts regelhaft zum Brustumfang addierten Mehrweite und fließt somit in den Modellschnitt automatisch mit ein. Die Mehrweite (Zugabe) ist eines der wichtigsten Konzepte. Mehrweite bietet Bewegungsfreiheit. Sie hat Auswirkungen auf die Form, Silhouette und auf das Design. Jeder Hersteller führt seine eigene Mehrweitentabelle. Die Verwendung von Passformklassen ist nicht einheitlich oder genormt. Manche Schnittsysteme arbeiten mit, manche ohne Passformklassen. In der Industrie haben sie sich in Hinblick auf die Reduktion von Entwicklungskosten und einen einheitlichen Stil und Silhouette bewährt.

## Schuhe
Bei Schuhen besteht das Problem der Passform bei
- von der Norm abweichenden Fußformen (breite Füße, fleischige Füße, hoher Spann) oder krankhaft veränderten Füßen (z. B. Senk- und Spreizfuß),
- mehr an modischen Details (z. B. enge Schuhspitze, gerade Schuhe) orientierten Schuhformen, denn an fußmorphologischen Gegebenheiten orientierten Leistenformen,
- unterschiedlichen Fußproportionen in unterschiedlichen Ländern und Regionen (italienische und japanische Schuhe sind deshalb für Nordeuropäer oft zu schmal),
- Kinderschuhen.

Das Problem ist sehr vielschichtig und hängt teils mit der herstellenden Industrie, teils mit der Eitelkeit der Schuhträger selbst, wie auch mit deren Unerfahrenheit (im Fall von Kindern) zusammen. Untersuchungen (EuroShoeProject 2001–2004) belegen, dass die meisten Verbraucher die Passform der Schuhe bemängeln. Das hängt unter anderem damit zusammen, dass die meisten Schuhe zwar in unterschiedlichen Schuhlängen, aber nicht in unterschiedlichen Schuhweiten hergestellt werden (für eine angemessene Versorgung werden pro Schuhlänge fünf verschiedene Weiten benötigt). Auch geht aus medizinstatistischen Daten hervor, dass die Mehrheit der Bevölkerung der Industrieländer Fußprobleme hat (rund 75–80 %), was wiederum zu weit über 90 Prozent auf nicht richtig passendes Schuhwerk zurückzuführen ist.
Und selbst eine aufgedruckte Schuhgröße sagt noch nicht viel über die tatsächliche Größe aus. Die Hersteller setzen die Vorgaben nicht exakt um. Die Leisten, nach denen Schuhe gefertigt werden, sind oft nach englischen Größen bemessen, die mit ihren halben Größen (7, 7½, 8, 8½ usw.) eine feinere Staffelung haben, als die in Kontinentaleuropa gebräuchlichen Größen (39, 40, 41 usw.). Die Folge sind Rundungsfehler, Dopplungen oder Lücken im Größengang et cetera, mit denen die Hersteller umgehen müssen.
Während Erwachsene durch Anprobieren relativ schnell das gewünschte Modell in einer (anscheinend) passenden Schuhgröße finden, entscheiden sich Kinder nach anderen Kriterien, wie Aussehen, Farbe usw. Kinder haben andere Prioritäten. Da der kindliche Fuß auch noch bedeutend weicher und anpassungsfähiger ist, verspüren Kinder keinen Schmerz bei zu kurzen oder engen Schuhen. Dies wird oftmals von den Eltern nicht bemerkt. (Die übliche Daumenprobe erweist sich als unzulänglich.) Doch der Fuß verformt sich auf Dauer in einem zu kleinen Schuh, was zu bleibenden Schäden führen kann. So stellte das Deutsche Ärzteblatt im Februar 2005 fest, dass eine steigende Anzahl jugendlicher Schüler bereits unter die Bewegungsfähigkeit einschränkenden Fußproblemen leidet.
Oft verstärkt durch aktuelle Modetrends, indem vor allem junge Mädchen im Zehenbereich spitz zulaufende Schuhe tragen, die den Zehen nicht genügend Raum lassen und (insbesondere durch das Tragen von Absätzen jenseits von 3 bis 4 Zentimeter Höhe) bereits bei 14-Jährigen zum Hallux valgus (Schiefstellung der Großzehe) führen. In China wurden die Füße von Frauen bis ins 20. Jahrhundert durch Einbinden gezielt verkrüppelt, da kleine Füße als schön galten. Betrachtet man die Füße europäischer Frauen und achtet dabei auf die unnatürlich schiefe Stellung der Großzehe (Hallux valgus), so sind wir vor solchen Gefahren im Namen der „Schönheit“ auch nicht gefeit. Denn der Hallux valgus resultiert einerseits aus dem bei Frauen schwächer ausgeprägten Bindegewebe (teils erblich bedingt), anderseits aber auch durch das Tragen von im Zehenbereich zu eng zulaufenden und durch hohe Absätze in der negativen Wirkung noch stärker zum Tragen kommende Schuhspitzen.